# Czerweny CZ-2000
Czerweny CZ-2000 (CZ-2000) је кућни рачунар фирме Czerweny који је почео да се производи у Аргентини током 1985. године.
Користио је Zilog Z80 A микропроцесорску јединицу а RAM меморија рачунара је имала капацитет од 48 KB. 

## Детаљни подаци
Детаљнији подаци о рачунару CZ-2000 су дати у табели испод.
|                       |                                                                 |
| [ 1 ]                 |                                                                 |
| Произвођач            |                                                                 |
| Тип                   | кућни рачунар                                                   |
| Меморија              | 48 KB                                                           |
| Поријекло             | Аргентина                                                       |
| Година                | 1985                                                            |
| Тастатура             | QWERTY 40 тастера, гумена тастатура, Sinclair Spectrum распоред |
| Процесор              |                                                                 |
| Фреквенција процесора | 3,48                                                            |
| RAM                   | 48 KB                                                           |
| ROM                   | 16k (Sinclair BASIC + OS)                                       |
| Текст                 | 32 x 24                                                         |
| Графика               | 256 x 192                                                       |
| Боја                  | 8 са два тона свака                                             |
| Звук                  | 1 глас / 10 октава (мали звучник)                               |
| Димензије             | 23 x 14,4 x 3 / 550 g                                           |
| Портови               |                                                                 |
| Оперативни систем     |                                                                 |